# 杂色蛤仔
是帘蛤目帘蛤科花帘蛤属的一种。主要分布于中国大陆、台湾，常栖息在潮间带至潮下带、沙泥滩或沙滩。